# Nacionalismo mexicano

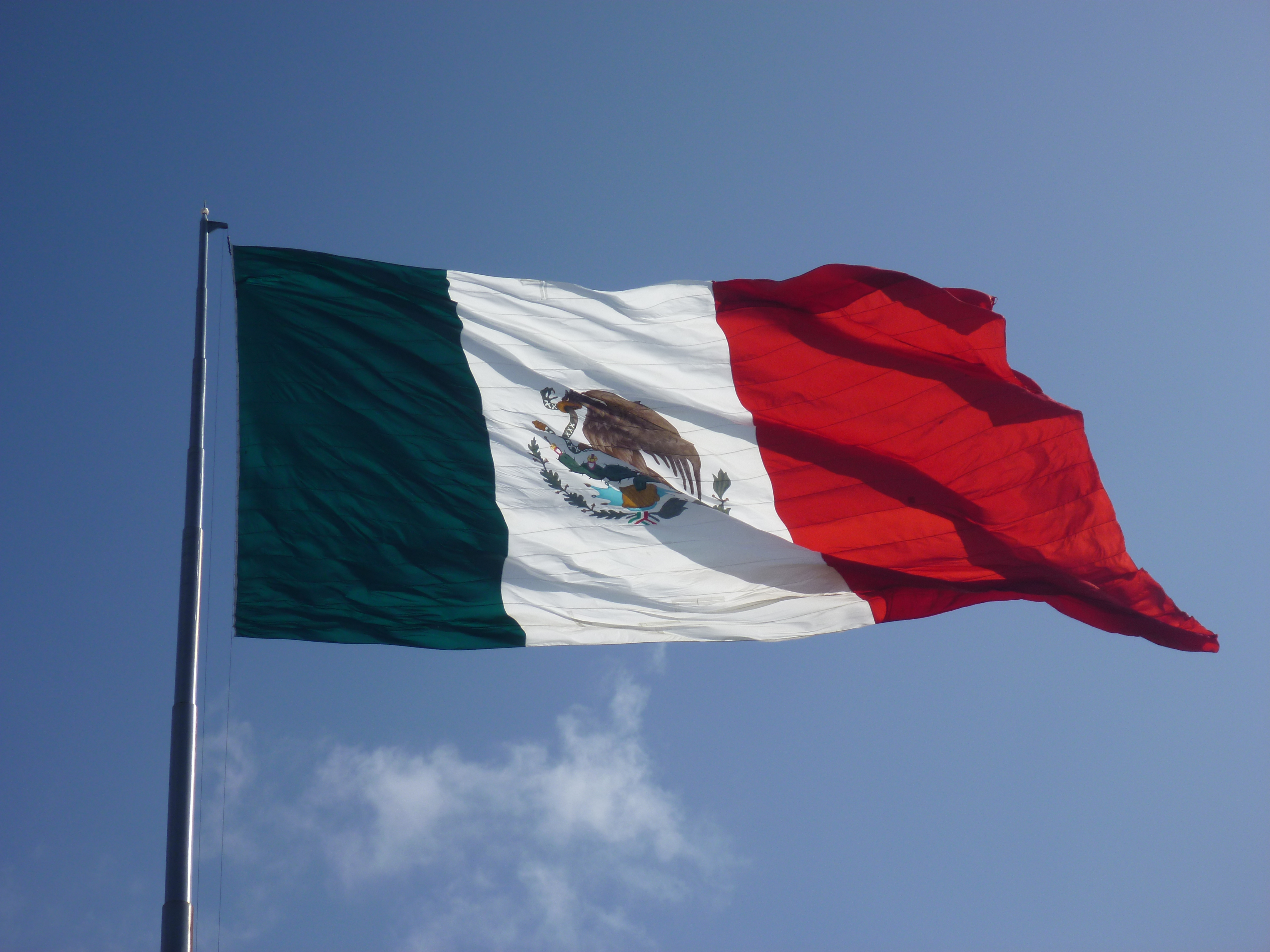
La bandera de México, uno de los símbolos nacionales por excelencia.

El nacionalismo mexicano es el movimiento social, político e ideológico que conformó desde el siglo XIX lo que se considera identidad nacional de México. El nacionalismo mexicano nace del patriotismo criollo del virreinato de la Nueva España. La palabra abstracta mexihcatl, que deriva del idioma náhuatl y que hacía referencia al pueblo mexica y a la expansión de su antiguo imperio, dio gentilicio a una nueva nación a partir del nombre de la ciudad capital de los mexicas.
En la fecha de la independencia de México, solo el 40% de la población mexicana hablaba idioma español, El gobierno centralizado también generó disputas y se gestaron movimientos separatistas o regionalistas que debilitaron a la joven nación; muchos indígenas, los yucatecos penisulares, los jaliscienses y los norteños mantuvieron una identidad particular[cita requerida] y muchas veces manifestaron sentimientos anti-centralistas, y algunos pugnaban por una unión pro Iberoamérica, pero preservando en gran medida usos y costumbres que siguen prevaleciendo a la sombra incluso de las leyes.[cita requerida]
Sin embargo, el nacionalismo mexicano es considerado como uno de los nacionalismos más fuertes[cita requerida], incluso chauvinista, que a pesar de las grandes diferencias ideológicas, raciales, lingüísticas, económicas y políticas que coexisten y conviven en el México actual, la federación del país se ha mantenido unida en un concepto propio de identidad nacional que está matizada por el federalismo, la lengua española y la igualdad de derechos (negando la esclavitud y todo título nobiliario); existen otros elementos identitarios que no son mencionados en la constitución política que comparte la población mexicana, como la imagen guadalupana de gran sincretismo religioso entre lo cristiano y las creencias prehispánicas unidas en Tonantzin, la madre tierra, que originó peregrinaciones al cerro del Tepeyac mil años antes de la llegada de los españoles, y además el culto a la patria a través de la imagen de los héroes nacionales.

## Orígenes

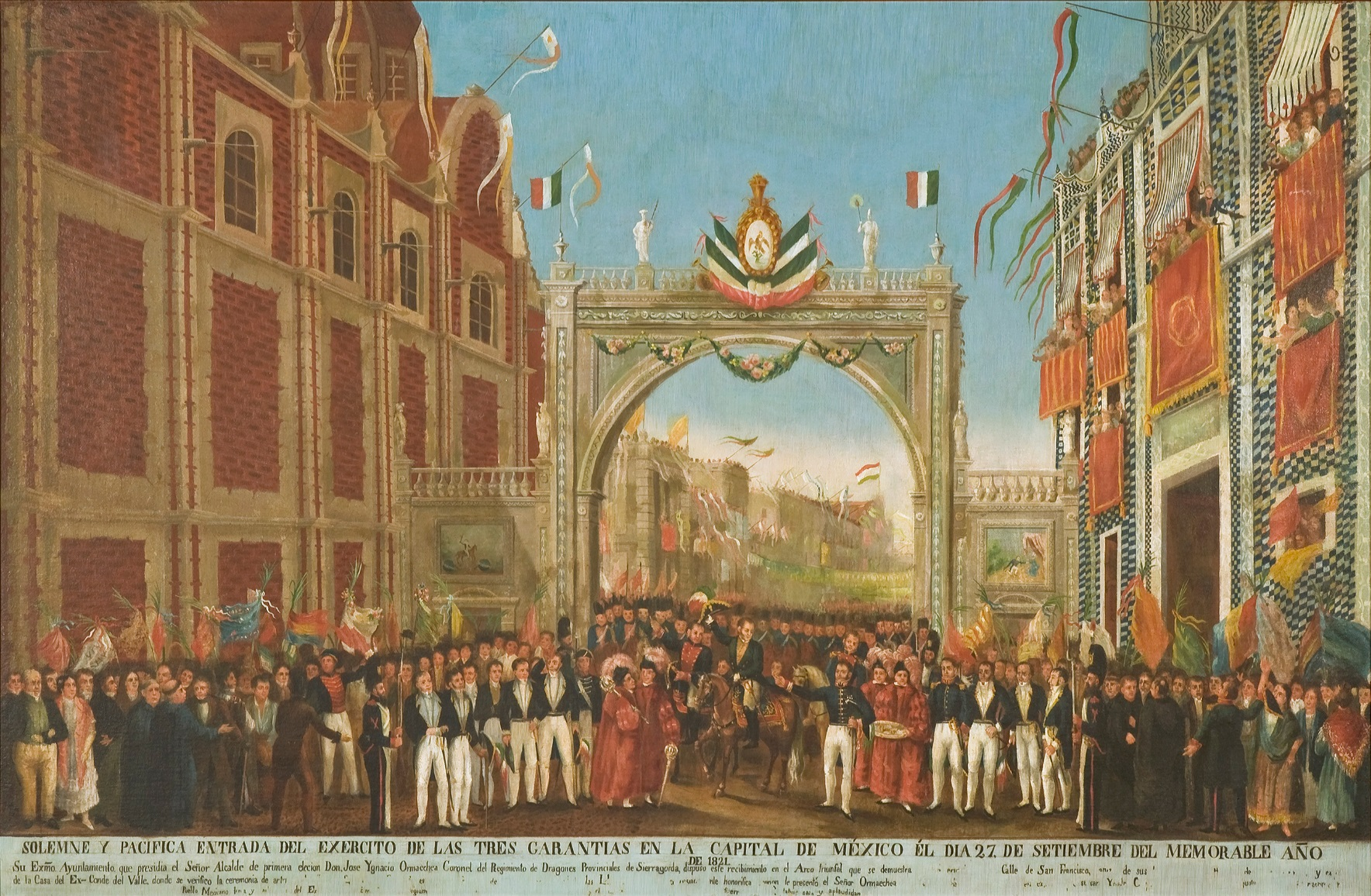
Entrada del Ejército Trigarante a la Ciudad de México.

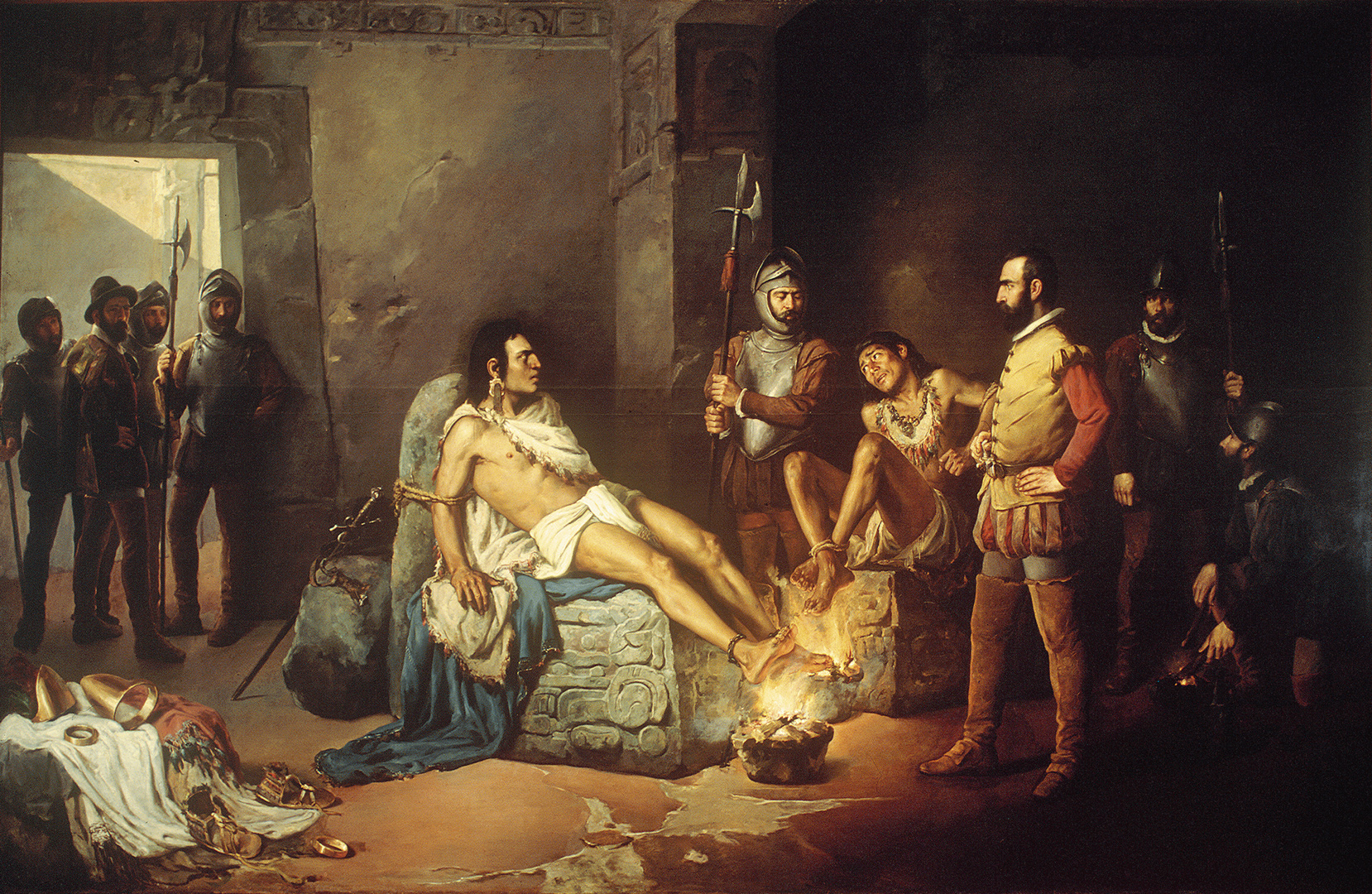
Tortura de Cuauhtémoc. Pintura oscurantista del.

La segunda mitad del siglo XVIII fue escenario de un movimiento de reivindicación patriótica por parte de los criollos en Nueva España. Este fenómeno es una respuesta al dominio peninsular en la vida del virreinato, tanto en el campo económico, como en el político, el social y el cultural. Los protagonistas de este movimiento eran miembros del pequeño grupo de personas que tenía acceso a la educación. En la sociedad novohispana esto era posible sólo a través de los establecimientos eclesiásticos, pues la Iglesia era la única institución que prestaba este servicio. Por lo tanto, este grupo estaba integrado notablemente por religiosos.
El nacionalismo criollo de Nueva España ensalzó al virreinato frente a las afirmaciones de los peninsulares por las que se pretendía justificar el dominio español en las tierras americanas. La pugna ideológica entre España y América no era nueva, tiene su origen en la Conquista misma.[cita requerida] Lo diferencia a aquellos primeros contactos de los hechos que tuvieron lugar durante el siglo XVIII es que son los criollos los que toman la defensa de la tierra de la que son nativos. 
Varios de los representantes del nacionalismo criollo novohispano eran miembros de la Compañía de Jesús. En el siglo XVIII esta congregación desempeñaba una importante labor en la evangelización de los indígenas del norte del virreinato. A la par de esta obra, produjeron un conjunto de documentos que dan cuenta de pueblos que hoy se encuentran extintos. La importancia de la Compañía en la vida de Nueva España radicaba en su gran actividad a favor de la cultura, tanto a través de la educación como en la producción y difusión del conocimiento. Esta actividad le permitió establecer una red de relaciones que involucró a la Compañía en otras esferas, especialmente con miembros de la élite agrícola, comercial y minera. La explosión de los jesuitas y las reformas borbónicas crearon las condiciones para que se diera el movimiento independentista en contra de España. Sin las misiones, el norte del Virreinato de la Nueva España quedó desprotegido; posterior a ello, el país cedería buena parte de territorio al firmarse el Tratado de Guadalupe Hidalgo que daba fin a la guerra mexicoestadouindense.
Algunos de los jesuitas desterrados habían sido figuras centrales de ese movimiento intelectual que reivindicó a Nueva España frente a su metrópoli y que llegó, incluso, a proponer la necesidad de emancipar a la colonia. Uno de ellos fue Francisco Xavier Clavijero, que tuvo que publicar su Historia antigua de México en Italia y en el idioma de ese país. En esa obra Clavijero emprende una amplia defensa de América frente a Europa, comenzando por las cuestiones naturales y concluyendo con la reafirmación de todos los americanos a través de la reivindicación del pasado indígena. En este movimiento, Clavijero como otros criollos novohispanos rechaza que sus declaraciones estén influidas por otra «pasión o interés […] que el amor a la verdad y el celo por la humanidad» y asume decididamente la defensa de los indígenas, con los que no tiene lazos con-sanguíneos «ni podemos esperar de su miseria ninguna recompensa». La aparición de la Historia antigua de México puso a los intelectuales de Nueva España ante un pasado tan glorioso como el de la Antigüedad europea que favoreció el arraigo del sentimiento patriótico y también las reivindicaciones de igualdad de derechos entre españoles peninsulares y españoles americanos.

## La construcción de la historia nacional

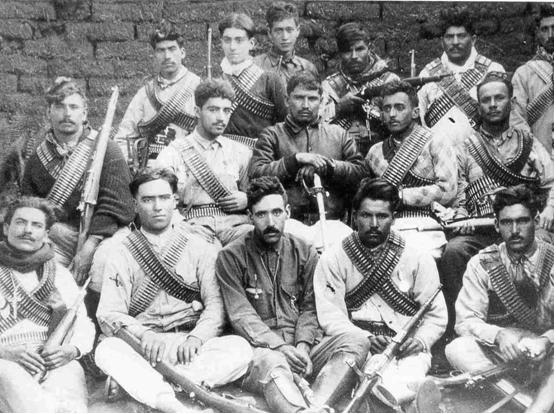
Ejército Unión Popular Cristera en los años 1920, durante la llamada Cristiada.

El liberalismo pretendió liberar al país de la influencia de la Iglesia católica y combatió duramente la llegada de los franceses para la guerra, al grado en que la historia oficial considera a Benito Juárez un símbolo de la independencia nacional. Sin embargo, los que defendieron al Imperio de Maximiliano también consideraban su lucha una defensa de la nacionalidad frente a la influencia anglosajona en la sociedad mexicana.
Los avances en la arqueología durante el Porfiriato exaltan la expresión artística de las culturas precolombinas y la primera valoración de la cultura indígena después de la independencia de México. Pintores, escultores, escritores y fotógrafos retrataron las primeras imágenes de lo indígena. El material histórico, arqueológico y artístico fue pieza clave de la educación mexicana durante el siglo XX. Después del movimiento revolucionario, surgen los ideólogos que buscaban infundir valores en la niñez mexicana de amor a la patria e ideales de progreso y prosperidad. Tradicionalmente, México se ha definido como nación mestiza o, en palabras de José Vasconcelos, «el mundo de hispanos e indígenas, tanto cultural como étnicamente», La exaltación del mestizaje de los mexicanos fue parte fundamental del colectivo imaginario de pertenencia a una nación entre las masas y la población urbana antes de la primera mitad del siglo XX.

## Arte y cultura dentro del nacionalismo
La identidad de los alteños gira en torno al catolicismo y la hispanidad, el folclore expresa el porte del charro, su jornada de trabajo y el apego a la tierra a través de generaciones, la diversión gira en torno a la charrería y la crianza de ganado; y sobre todo su religiosidad expresada a través de los cantos cristianos y la devoción mariana (Virgen de San Juan de los Lagos). Los alteños han sido objeto de estudio desde hace muchos años, su vida rural forjó la identidad del folclore nacional, la lejanía con la Ciudad de México evitó el mestizaje de razas al casar a sus hijos con otros criollos para poder heredar las vastas extensiones de tierra, el movimiento revolucionario, el movimiento cristero y la migración hacia los Estados Unidos marcó la pauta de una unidad cultural e ideológica de los mexicanos.
La modernización de la sociedad mexicana tuvo un desenvolvimiento rápido a través del arte y los medios masivos de comunicación como el cartel, la radio, la televisión e inicialmente el cine. Las primeras películas mexicanas estaban basadas en retratos de la vida rural de México, los calendarios tenían imágenes paisajistas (Popocatépetl e Iztaccíhuatl) con reminiscencias indígenas de la civilización azteca o de los pueblos vernáculos.
La Escuela de Jalisco fue una propuesta de esos movimientos sociopolíticos que demandaba el país, Luis Barragán logró conjuntar la forma del espacio con formas de la arquitectura rural vernácula de México y países del Mediterráneo (España-Marruecos), integrando un colorido impresionante que maneja la luz y la sombra en distintas tonalidades abriendo una mirada al minimalismo internacional.
La arquitectura mexicana es un fenómeno cultural que nace de la ideología de gobiernos revolucionarios del siglo XX la cual fue dando forma a la imagen de identidad por su colorido y abigarramiento de elementos ornamentales heredados de culturas ancestrales, de formas clásicas, monumentales; y posteriormente la incorporación del modernismo y las tendencias vanguardistas de corte internacional. Dentro de la arquitectura del estado, por la fuerte incidencia del presidencialismo mexicano, sobresalen arquitectos como Teodoro González de León, Agustín Hernández Navarro, Abraham Zabludovsky Kraveski, Mario Pani, entre otros.
Como expresión del arte y nacionalismo se amalgamó el muralismo mexicano durante la primera mitad del siglo XX, decorando grandes espacios en edificios públicos con escenas de libertad, igualdad, crítica social y con temática indigenista. Los muralistas tenían siempre una clara noción de la función de su arte en la sociedad y este valor impresionó a todos los pintores del mundo. Los murales señalaron la reaparición del arte mexicano en el mundo artístico y definió de nuevo el papel del arte en la sociedad. El muralismo fue representado principalmente por David Alfaro Siqueiros, Diego Rivera, y José Clemente Orozco

## El nacionalismo revolucionario mexicano
Los partidos políticos han jugado un papel preponderante en el nacionalismo mexicano; Lázaro Cárdenas del Río, el creador del Partido de la Revolución Mexicana en 1938, como medida para desarticular las ideas del Maximato substituyó la estructura basada en partidos regionales y estatales del antiguo Partido Nacional Revolucionario (PNR) creado por Plutarco Elías Calles con una de carácter corporativo o corporativista en la que se esperaba que los intereses de los ciudadanos fueran representados y transmitidos por los así llamados «sectores»
Los sectores del PRM fueron cuatro: obrero, campesino, popular y militar, que, a su vez, aglutinaban distintas organizaciones que fueron fusionándose al partido. La figura de Cárdenas muestra al presidencialismo como una imagen paternalista y protectora de toda la nación, forma de gobierno que fueron adoptando los presidentes sucesivos. El presidente Manuel Ávila Camacho y el entonces recién nominado candidato presidencial Miguel Alemán Valdés impulsaron su transformación en Partido Revolucionario Institucional (PRI), que pasó de un partido de revolucionarios a una institución que retomó los colores de la bandera nacional con mucho mayor fuerza que en sus inicios.
Existen desacuerdos de otros partidos políticos por la manipulación generada de los colores de la bandera nacional dentro del eslogan oficial del PRI. En su discurso oficial el priismo es pensado como un movimiento patriótico de izquierda más que uno identitario o nacionalista.

## El nacionalismo reaccionario mexicano
Existe también una vertiente antiliberal y antirrevolucionaria del nacionalismo mexicano, que recoge el pensamiento de la reacción mexicana y alcanzó su mayor auge durante la Guerra Cristera y en los años previos a la Segunda Guerra Mundial. Este nacionalismo reivindica al Imperio frente a la república juarista y defiende la tradición católica y mestiza.
Entre las organizaciones promotoras de este nacionalismo estaban principalmente la Union Nacional Sinarquista, organización de inspiración católica e integrista. También surgió en esa época Acción Revolucionaria Mexicanista, grupo de choque que defendía la Revolución Mexicana en su corriente villista, a la vez que denunciaba la influencia del Comunismo.
Un común denominador de los movimientos ultranacionalistas de esa época era su rechazo hacia la política socializante del gobierno priista, su repudio a la presencia de extranjeros y una marcada influencia del fascismo y el nazismo. De estos, solo el sinarquismo tuvo capacidad de conformar un verdadero movimiento de masas. 
Este nacionalismo tiene como sus principales figuras intelectuales y culturales a Rubén Salazar Mallén que promovió el fascismo en el país luego de abandonar el marxismo; el pintor y artista Dr. Atl, al mismo fundador del sistema educativo mexicano José Vasconcelos y al periodista revisionista Salvador Borrego que ha escrito innumerables libros acerca de la Segunda Guerra Mundial y el Tercer Reich.

## Actualidad

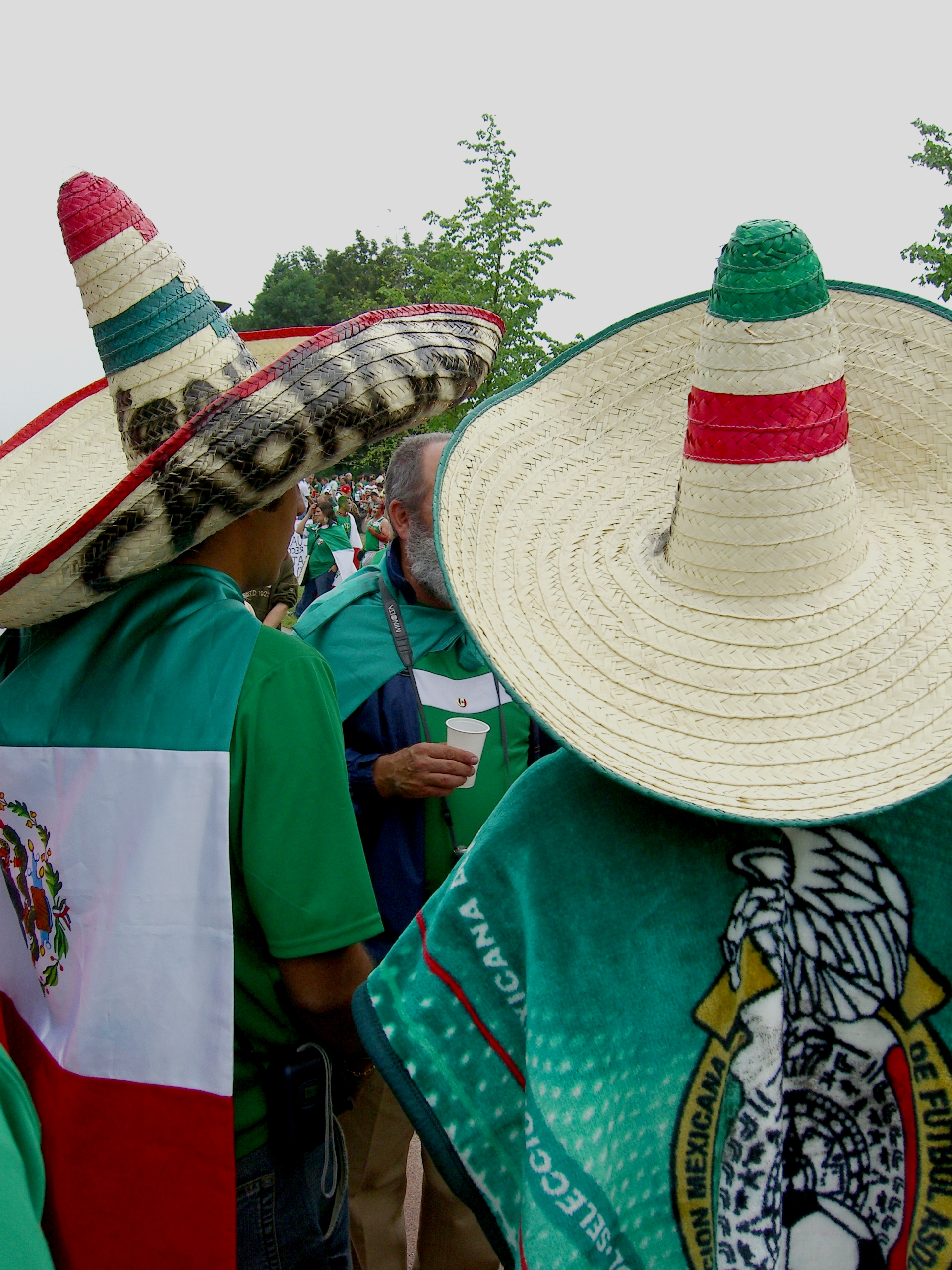
Nuevos íconos de la identidad nacional.

El discurso político ha tenido un éxito relativo en el ejercicio de los valores nacionalistas de México, pues para entender este nacionalismo inducido a la población (principalmente mestiza) se le conoce como «cultura de masas»; allí se busca penetrar en las ideas y conductas cotidianas de la gente. El fútbol es una muestra de nacionalismo inducido que enajena y apasiona tanto a la afición como a quienes no tienen una presencia de dicho deporte. La izquierda mexicana ha denunciado que los medios de comunicación siguen siendo «el principal instrumento de educación para mantener el control de las masas». Los nuevos iconos de la cultura comercial mexicana son cosas que aluden a los colores de la bandera nacional como sucede en otros países, retoman algunas prendas de trajes regionales como sombreros, penachos, jorongos, rebozos y banderas.
Existe una severa contradicción en ciertas tendencias del nacionalismo mexicano, pues los mexicanos discriminan por igual a los españoles y a los amerindios;[cita requerida] ambas etnias conforman mayoritariamente la consanguinidad de la gente de este país. Se tiene la imagen de «tres Méxicos» diferentes, principalmente, que comparten el mismo territorio; por un lado, los mestizos bajo una identidad unificada por símbolos; por otro lado, los descendientes directos de españoles (los llamados antiguamente criollos) y los descendientes de otros inmigrantes europeos posteriormente a la independencia (generalmente la elite del país), y el de los indígenas, que son el grupo más desfavorecido económicamente pero con una sobresaliente presencia cultural. Por otro lado, existe una cuarta imagen generalmente ignorada y rechazada por varios mexicanos: la afromexicana, la cual pese haber contribuido étnicamente a menor escala y que se ha mestizado hasta cierto punto, es notoria en las costas del sur del país, como en Guerrero y Veracruz.[cita requerida]
Hoy en día, existen agrupaciones que se autoproclaman nacionalistas. Estos grupos cuentan con cierta presencia en la juventud y operan mayormente en la red de Internet. Destaca por su discurso radical el Frente Nacionalista de México, que fomenta de manera abierta el culto a los defensores del Imperio de Maximiliano, reivindica el pasado azteca y se declara abiertamente nacionalsocialista. En cuanto a la Unión Nacional Sinarquista, esta organización actualmente se encuentra dividida en facciones que sobrevivieron hasta nuestros días, pero que ya no tienen el alcance masivo ni el talante ultracatólico de antaño.
A inicios del 2013, el Partido Nacional Social (Parnaso), confluencia de fuerzas nacionalistas y progresistas, solicitó su registro como partido político nacional, pero no tuvo éxito. En 2014, decidió unirse a Movimiento Regeneración Nacional (MORENA), un partido político recientemente fundado por Andrés Manuel López Obrador, también de ideología nacionalista.